# Samsung Galaxy S4
Pour les articles homonymes, voir S4.
Les Samsung Galaxy S4 et S4 Mini sont des smartphones Android haut de gamme produits et vendus par Samsung Electronics, modèles de la 4e génération de la gamme Galaxy S.
Le smartphone est présenté le 14 mars 2013 à New York, et commercialisé à partir du 26 avril en Europe. Ils succèdent au Galaxy S III, et sont remplacés par le Galaxy S5 en 2014.
Il est distribué dans 155 pays auprès de 327 opérateurs téléphoniques.
Il dispose de nouvelles fonctionnalités logicielles, d'un appareil photo en face arrière de 13 mégapixels et d'un écran 5 pouces Super AMOLED « Full HD » (1 920×1 080 px).
À l'international, il est majoritairement équipé d'un processeur à 4 cœurs Qualcomm S-600 (Snapdragon 600) à 1,9 GHz.
C'est le second appareil annoncé début 2013 comme utilisant ce nouveau processeur Qualcomm S-600, le plus puissant du marché (à son annonce début 2013), le premier appareil étant le HTC One présenté le 19 février (descendu en fréquence à 1,7 GHz pour plus de stabilité[réf. nécessaire]).
Le Galaxy S4 équipé du SoC Samsung Exynos 5 Octa sera produit en petite quantité et dans quelques zones,,, le processeur ayant des problèmes de chauffe, ainsi il serait le premier smartphone « 4+4 cœurs », Octa étant une dénomination commerciale et ne représente pas techniquement un processeur 8 cœurs réels.
Selon une analyse de l'IHS, le coût de production de la version 32 Go avec le système Exynos serait de 237 dollars, une valeur élevée sachant que ce système est fabriqué par Samsung lui-même, contrairement à la version avec système Snapdragon 600 fabriqué en externe par Qualcomm. La coque en plastique permettrait notamment de réduire les coûts, car adaptée à une production de masse, au détriment d'un certain manque de « noblesse ».
D'autres versions du Galaxy S4 ont été annoncées par Samsung ou sont déjà disponibles :
- le Galaxy S4 Mini[13], une version à la puissance de calcul plus faible ainsi qu'équipée d'une diagonale d'écran inférieure à la version standard ;
- le Galaxy S4 Active[14], une version étanche annoncée comme étant plus résistante que le Galaxy S4, au design légèrement différent ;
- le Galaxy S4 LTE Advanced supportant un meilleur débit de 4G et équipé du processeur Snapdragon 800.

## Exynos 5 Octa
Le système 4+4 cœurs est basé sur l'architecture big.LITTLE d'ARM incluant un processeur quadruple cœur Cortex-A15 cadencé à 1,6 GHz, destiné aux  besoins importants en calcul, et un processeur quadruple cœur Cortex-A7 à 1,2 GHz pour les petits besoins en calcul.
Le processeur Cortex-A15 n'est pas actif en même temps que le Cortex-A7. Techniquement, il ne représente donc pas un processeur 8 cœurs.
Les smartphones dotés d'un Exynos 5 Octa 4+4 cœurs auraient donc dans le concept besoin de moins d'énergie mais seraient encore sujets à des surchauffes dues au Cortex-A15.

## Nouveautés
Le Galaxy S4 est compatible avec la norme 4G LTE pour un débit descendant allant jusqu'à 100 Mbit/s et un débit montant allant jusqu'à 50 Mbit/s (terminal de catégorie 3). C'est aussi un des premiers téléphones à supporter le Wi-Fi AC, pour un débit descendant allant jusqu'à 100 Mbit/s
Les deux caméras peuvent être utilisées ensemble. Le Galaxy S4 enregistre cinq secondes de son avec une photo.
Si le regard est dirigé vers le bas ou le haut de l'écran des pages du net, la page suivante ou précédente s'affiche. Si les yeux sont devant puis hors de l'écran, les vidéos se mettent en pause puis la lecture reprend quand le regard est dirigé vers l'écran. La rotation de l'écran automatique ajuste le contenu à l'angle de vision. Un doigt au-dessus de l'écran sans contact ouvre les vidéos, un courriel ou un album photo en pop-up. Le capteur-émetteur IR permet de passer à la page suivante par un balayage de la main sans contact ainsi que pour prendre un appel ou surfer sur le web.
On peut par exemple parler en français et à l'écran ce que l'on a dit s'affiche en chinois (traducteur vocal/textuel compatible avec neuf langues). Le GPS est pilotable par la voix.
On peut connaître la consommation énergétique durant un exercice sportif et le nombre de pas effectués lors de la marche.
Il est équipé d'un capteur de température et d'humidité.
La colorimétrie peut varier automatiquement selon ce qui s'affiche. Le système tactile fonctionne avec des gants.
En avril 2014, les Galaxy S4 vendus par les opérateurs télécom français peuvent bénéficier de la mise à jour vers Android 4.4.2 KitKat,.

## Options

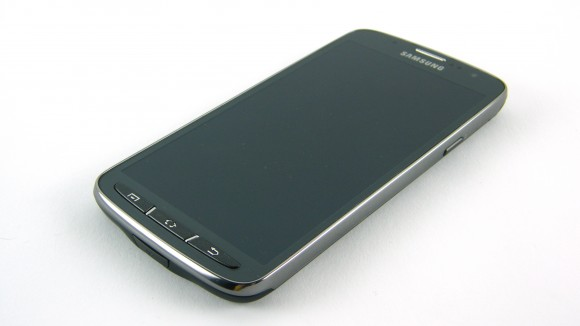
Le Samsung Galaxy S4.

En option, un socle permet de recharger l'appareil sans fil par induction (transmission d'énergie sans fil) selon la norme Qi. Une manette de jeu adaptable à la gamme Galaxy vient se fixer au smartphone. Des accessoires de santé, comme une balance, un cardiofréquencemètre et un bracelet-podomètre sont disponibles en option.

## Autres caractéristiques
Pour la version 16 Go, seulement 8 Go sont réellement disponibles pour l'utilisateur (les 8 Go étant pour le Galaxy S4 Mini.).
Comparaison avec le Galaxy S III :
- la capacité de la batterie augmente de 500 mAh avec 2 600 mAh ;
- la surface d'affichage croit de 5,3 cm2 avec 68,8 cm2 ;
- le volume de l'appareil diminue de 7,6 cm3 avec 75,3 cm3 (Galaxy S 4,0 pouces 77,8 cm3) ;
- la diagonale de l'écran augmente de 0,2 pouce avec 5,0 pouces ;
- le poids de la version la plus légère diminue de 3 g avec 130 g ;
- le nombre de pixels de l'écran augmente de 1,15 million avec 2,07 millions de pixels.

L'autonomie de la version GT-I9505 est : en navigation de 7 heures 24 minutes, en vidéo de 12 heures 30 minutes et en téléphonie de 18 heures 3 minutes.
De plus, il est compatible avec la Galaxy Gear et la Gear 2.

## GT-I9506
Depuis le 15 novembre 2013, la version GT-I9506 est disponible en France. Il est compatible avec un débit de 150 Mbit/s, a un quadricœur à 2,27 GHz et un GPU Adreno 330.

## Samsung Galaxy S4 Mini

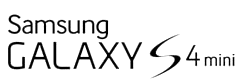
Logo du Samsung Galaxy S4 Mini.

Le Samsung Galaxy S4 Mini (GT-I9195) est un smartphone milieu de gamme. Il est vendu comme le « petit frère » du Samsung Galaxy S4 et reprend le même design. Comparativement au Galaxy S4, il possède des caractéristiques et une taille réduite. Annoncé le 31 mai 2013, il sort sur les marchés en juillet de la même année.
Comparaison avec le Galaxy S III Mini :
- le volume de l'appareil diminue de 6,4 cm3 avec 67,9 cm3 ;
- la diagonale de l'écran augmente de 0,3 pouce avec 4,3 pouces ;
- le poids de la version la plus légère diminue de 18 g avec 108 g ;
- le nombre de pixels de l'écran augmente de 0,134 million avec 0,518 4 million de pixels.
- il est compatible 4G LTE et VoLTE[28] (appels téléphoniques sur le réseau 4G).

L'autonomie de la version GT-I9195 est de 11 heures en navigation en wifi, 8 heures en navigation en 4G ou 9 heures en navigation en 3G ; en vidéo elle est de 10 heures, de 49 heures en audio et de 12 heures en téléphonie. En veille il a une autonomie de 300 heures (en 4G LTE et en W-CDMA).